# Zingiber chantaranothaii
Zingiber chantaranothaii là một loài thực vật có hoa trong họ Gừng. Loài này được Pramote Triboun và Kai Larsen miêu tả khoa học đầu tiên năm 2014. Tên gọi thông thường trong tiếng Thái là khing yok (ขิงหยก).

## Mẫu định danh
Mẫu định danh: Triboun P. 3492 thu thập ngày 10 tháng 8 năm 2004 (ZRC ghi là năm 2002), tọa độ 18°52′32″B 97°57′36″Đ / 18,87556°B 97,96°Đ, rừng tre hỗn hợp tại tỉnh Mae Hong Son, miền bắc Thái Lan. Holotype lưu giữ tại Văn phòng Bảo vệ các loại Thực vật ở Băng Cốc, Thái Lan (BK); isotype lưu giữ tại Đại học Khon Kaen ở Khon Kaen, Thái Lan (KKU).

## Phân bố
Loài này có tại tỉnh Mae Hong Son, miền bắc Thái Lan. Môi trường sống là rừng tre và rứng lá sớm rụng hỗn hợp.

## Mô tả
Chồi lá mọc thẳng đứng, cao 1-1,2 m. Phiến lá thẳng, ~25 × 2,4-2,6 cm, đỉnh nhọn thon, đáy thon nhỏ dần, nhẵn nhụi cả hai mặt. Lưỡi bẹ 2 thùy; các thùy hình trứng, dài ~3 mm, thưa long dọc theo mép. Cụm hoa 1-2, mọc từ thân rễ. Cuống cụm hoa thẳng đứng, với 6-8 bẹ, màu xanh lục. Cành hoa bông thóc thuôn dài, 11-13 × 3-3,5 cm; với ~35 lá bắc hoa, đỉnh nhọn, màu xanh lục. Lá bắc thuôn dài, ~4 × 2,7 cm, nhọn đột ngột, nhẵn nhụi mặt trên, có lông tơ mặt dưới. Lá bắc con ~3,1 × 1,3 cm, nhẵn nhụi mặt trên, có lông tơ mặt dưới. Đài hoa dài ~1,3 cm; các thuỳ rất rộng, ~6,5 × 10 mm, có lông tơ – đặc biệt tại đáy. Ống tràng dài 4-4,3 cm, màu kem; thùy tràng lưng 2,7-2,8 × 1,1-1,2 cm; các thùy tràng bên 2,5-2,6 × 0,65 cm. Cánh môi 3 thùy, màu vàng với lốm đốm nâu gỉ sắt sẫm; thùy giữa 1,5-1,6 × 1,5 cm; các thùy bên 5-7 × 8-9 mm. Bao phấn ~1,5 × 0,4 cm; chỉ nhị dài ~4 mm; phần phụ dài 1,5-1,7 cm, màu kem, thò ra. Nhụy lép dài ~4 mm. Bầu nhụy có lông nhung. Noãn 11-14 mỗi ngăn. Quả không rõ. Ra hoa tháng 6-8.